# Gun-Mari Kjellström
Gun-Mari Kjellström, född den 24 juli 1932, är en svensk barnskådespelare.

## Filmografi
- 1938 - Den stora kärleken
- 1938 - Knut löser knuten
- 1938 - Med folket för fosterlandet
- 1939 - Följ med till M.F.A.
- 1939 - Gubben kommer
- 1939 - Mot nya tider
- 1940 - Gentleman att hyra
- 1940 - Snurriga familjen
- 1989 - SF jubileumsfilm

## Teater

### Roller
| År   | Roll    | Produktion                                              | Regi            | Teater      |
| ---- | ------- | ------------------------------------------------------- | --------------- | ----------- |
| 1937 | Babette | Ungdomen kommer med åren Seymour Hicks och Ashley Dukes | Gunnar Tolnæs   | Vasateatern |
| 1938 | Purtzel | Lille Purtzels flygfärd Edit Heinrich                   | Martha Lundholm | Vasateatern |

### Fotnoter
1. ↑  ”Ungdomen kommer med åren”. Musikverket. http://calmview.musikverk.se/CalmView/Record.aspx?src=CalmView.Performance&id=PERF14227&pos=402. Läst 30 april 2016.
2. ↑  Pia (19 december 1938). ”'Lille Purzels flygfärd' på Vasan”. Dagens Nyheter:  s. 16. http://arkivet.dn.se/arkivet/tidning/1938-12-19/345/16. Läst 27 augusti 2015.